# Bohdan Sławiński
Bohdan Sławiński (* 1977 in Gostynin) ist ein polnischer Lyriker, Prosaschriftsteller und Redakteur.

## Leben
Sławiński absolvierte 2008 sein Studium der Polonistik. In demselben Jahr debütierte er als Lyriker mit dem Gedichtband Sztućce do glist. Er ist Redakteur der Zeitschrift Res Publica Nowa.

## Publikationen

### Lyrik
- Sztućce do glist, 2008

### Prosa
- Arcadia, 2007, in: Gorączka: Opowiadania wyuzdane
- Królowa tiramisu, 2008
- W małym dworku, 2009, in: Opowiadania kryminalne

## Nominierungen
- 2009: Finalist des Nike-Literaturpreises mit Królowa tiramisu